# 夏侯姓
夏侯姓是中国姓氏之一，属复姓，在百家姓中排第413位。

## 分布
今北京，上海，江西之吉安、萍乡、兴国，山西之太原、晋中地区，台湾台中等地均有此姓。 

## 延伸阅读
[在维基数据编辑]
 《百家姓》
 《欽定古今圖書集成·明倫彙編·氏族典·夏侯姓部》，出自陈梦雷《古今圖書集成》